# Monsieur Champagne
Monsieur Champagne, ofta kallad enbart Champagne, död 1663, var en fransk frisör. 
Under 1600-talet, när frisyrerna blev ett fokus bland överklassen i det franska modet, utvecklades yrket med profesionella frisörer i Paris, där Champagne omtalas som den första om vilken yrkesbeteckningen frisör användes, efter hans död på 1660-talet.